# Långholmen (nordöst om Tjuvö, Lovisa)
Långholmen är en ö i Finland. Den ligger i Finska viken och i kommunen Lovisa i landskapet Nyland, i den södra delen av landet. Ön ligger omkring 73 kilometer öster om Helsingfors.
Öns area är 5,6 hektar och dess största längd är 430 meter i öst-västlig riktning.